# تفجير مرقد الإمام العباس 2007
تفجير مرقد الإمام العباس 2007 هو تفجير حدث في 28 أبريل 2007، عندما فجّر انتحاري سيارة مفخخة أمام مرقد الإمام العباس في كربلاء، العراق.
أسفر الانفجار عن مقتل ما لا يقل عن 68 شخصًا وإصابة حوالي 170 آخرين. ووفقًا لمصادر أمنية فقد رُكِنَت السيارة المفخخة بالقرب من حواجز إسمنتية تهدف إلى منع حركة المرور بالقرب من مرقدي الإمام العباس والإمام الحسين، اللذين يجذبان آلاف الزوار الشيعة من إيران ودول أخرى.

## ما بعد الانفجار
تجمهر الناس الغاضبون في موقع الانفجار، وفقًا لوكالة أسوشيتد برس بدأ بعضهم برمي الحجارة على الشرطة، متهمين إياها بعدم حماية الناس. وأفادت الوكالة بأن الشرطة أطلقت النار في الهواء لتفريق الحشود.

## خلفية
تُعتبر كربلاء أحد أهم المدن المُقدّسة لدى الشيعة. ويلاحظ أن الهجمات على الأضرحة أصبحت سمة مميزة للمجموعات المتطرفة، وخاصة تنظيم القاعدة، الذي أعلن مسؤوليته عن تفجير مرقد شيعي آخر في سامراء العام الماضي، والذي أثار العنف الطائفي الذي يمزق البلاد منذ ذلك الحين.